# Kirchdorf (Bern)
Kirchdorf is een gemeente en plaats in het Zwitserse kanton Bern, en maakt deel uit van het district Bern-Mittelland.
Kirchdorf telt x inwoners.